# Hannover-Anderten-Misburg
Hannover-Anderten-Misburg (niem: Bahnhof Hannover-Anderten-Misburg) – przystanek kolejowy w Hanowerze, w kraju związkowym Dolna Saksonia, w Niemczech. Jest obsługiwany przez pociągi S-Bahn w Hanowerze. Znajduje się na linii kolejowej Hanower – Brunszwik w okręgu administracyjnym Misburg-Anderten. Dawny budynek dworca jest obiektem zabytkowym. Mieści się w nim restauracja Alter Bahnhof Anderten i jest wyposażona w liczne urządzenia kolejowe.
Według klasyfikacji Deutsche Bahn ma kategorię 5.

## Linie kolejowe
- Hanower – Brunszwik